# Liste des sites retenus pour le loto du patrimoine en 2021
| Ferme de Villarivon Maison de Louis Pasteur Poste directeur de tir de la Cité d'Alet Musée Marcel · Proust - Maison · de Tante Léonie Couvent de Marcassu Maison de · maître de forge Église Saint-Jean-Baptiste Écuries de Richelieu Vieux-Château du Neubourg Poterie Église abbatiale · Sainte-Marie Château du · Haut-Buisson Chapelles de l'Annonciation · et de l'Assomption \| C M V P A \| |
| C M V P A |

| C M V P A |

Cet article recense les sites retenus pour le loto du patrimoine en 2021.

## Projets emblématiques
Le 5 avril 2021, la mission Stéphane Bern annonce les 18 projets qualifiés d'« emblématiques » figurant sur les billets de loto mis en vente : un par région française, à l'exception de Mayotte, remplacée par un deuxième site retenu en Guadeloupe.
| Nom                                                   | Commune         | Département     | Région                     | Protection | Coordonnées                  | Image |
| ----------------------------------------------------- | --------------- | --------------- | -------------------------- | ---------- | ---------------------------- | ----- |
| Ferme de Villarivon                                   | Les Chapelles   | Savoie          | Auvergne-Rhône-Alpes       | Inscrit    | 45° 34′ 51″ N, 6° 43′ 23″ E  |       |
| Maison de Louis Pasteur                               | Arbois          | Jura            | Bourgogne-Franche-Comté    | Classé     | 46° 54′ 23″ N, 5° 46′ 11″ E  |       |
| Poste directeur de tir de la Cité d'Alet              | Saint-Malo      | Ille-et-Vilaine | Bretagne                   |            | 48° 38′ 13″ N, 2° 01′ 45″ O  |       |
| Musée Marcel Proust - Maison de tante Léonie          | Illiers-Combray | Eure-et-Loir    | Centre-Val de Loire        | Classé     | 48° 17′ 59″ N, 1° 14′ 36″ E  |       |
| Couvent de Marcassu                                   | Cateri          | Haute-Corse     | Corse                      |            | 42° 34′ 27″ N, 8° 53′ 11″ E  |       |
| Maison de maître de forge                             | Rupt            | Haute-Marne     | Grand Est                  |            | 48° 25′ 36″ N, 5° 08′ 24″ E  |       |
| Église Saint-Pierre-et-Saint-Paul                     | Pointe-à-Pitre  | Guadeloupe      | Guadeloupe                 | Classé     | 16° 14′ 20″ N, 61° 32′ 04″ O |       |
| Moulin à vent de la sucrerie Roussel-Trianon          | Marie-Galante   | Guadeloupe      | Guadeloupe                 | Classé     | 15° 53′ 53″ N, 61° 19′ 22″ O |       |
| Musée Alexandre Franconie                             | Cayenne         | Guyane          | Guyane                     | Inscrit    | 4° 56′ 14″ N, 52° 20′ 03″ O  |       |
| Église Saint-Jean-Baptiste                            | Steenwerck      | Nord            | Hauts-de-France            |            | 50° 42′ 02″ N, 2° 46′ 38″ E  |       |
| Écuries de Richelieu                                  | Gennevilliers   | Hauts-de-Seine  | Île-de-France              |            | 48° 55′ 50″ N, 2° 17′ 42″ E  |       |
| Villa Didier                                          | Fort-de-France  | Martinique      | Martinique                 |            | 14° 36′ 31″ N, 61° 04′ 29″ O |       |
| Vieux-Château du Neubourg                             | Le Neubourg     | Eure            | Normandie                  | Classé     | 49° 08′ 54″ N, 0° 53′ 59″ E  |       |
| Poterie                                               | Gradignan       | Gironde         | Nouvelle-Aquitaine         | Inscrit    | 44° 46′ 20″ N, 0° 38′ 37″ O  |       |
| Église abbatiale Sainte-Marie                         | Souillac        | Lot             | Occitanie                  | Classé     | 44° 53′ 39″ N, 1° 28′ 37″ E  |       |
| Château du Haut-Buisson                               | Cherré-Au       | Sarthe          | Pays de la Loire           |            | 48° 09′ 28″ N, 0° 39′ 26″ E  |       |
| Chapelle de l'Annonciation                            | La Brigue       | Alpes-Maritimes | Provence-Alpes-Côte d'Azur | Classé     | 44° 03′ 46″ N, 7° 36′ 50″ E  |       |
| Chapelle de l'Assomption                              | La Brigue       | Alpes-Maritimes | Provence-Alpes-Côte d'Azur | Classé     | 44° 03′ 47″ N, 7° 36′ 48″ E  |       |
| Ancien pénitencier pour enfants de l'Îlet-à-Guillaume | Saint-Denis     | La Réunion      | La Réunion                 | Inscrit    | 20° 56′ 58″ S, 55° 24′ 42″ E |       |

## Projets de maillage
La liste des cent projets de maillage, 96 pour les départements de métropole et 4 pour les collectivités d'outre-mer, est annoncée le 30 août 2021, depuis le château de Montagu à Marcoussis.

### Auvergne-Rhône-Alpes
| Nom                               | Commune                    | Département  | Protection | Coordonnées                 | image |
| --------------------------------- | -------------------------- | ------------ | ---------- | --------------------------- | ----- |
| Château de Thol                   | Neuville-sur-Ain           | Ain          | Inscrit    | 46° 03′ 58″ N, 5° 22′ 06″ E |       |
| Temple protestant de Vichy        | Vichy                      | Allier       | Inscrit    | 46° 07′ 38″ N, 3° 25′ 15″ E |       |
| Mas fortifié de Terus             | Saint-Pierre-Saint-Jean    | Ardèche      |            | 44° 29′ 15″ N, 4° 05′ 31″ E |       |
| Buron de Margemont                | Molèdes                    | Cantal       |            | 45° 17′ 24″ N, 3° 01′ 37″ E |       |
| Château de Crépol                 | Crépol                     | Drôme        |            | 45° 10′ 56″ N, 5° 04′ 33″ E |       |
| Église Notre-Dame-de-l'Assomption | Châbons                    | Isère        |            | 45° 26′ 41″ N, 5° 25′ 52″ E |       |
| Tour de la jalousie               | Saint-Martin-la-Plaine     | Loire        |            | 45° 32′ 36″ N, 4° 35′ 45″ E |       |
| Moulin Duranton à Leyret          | Roche-en-Régnier           | Haute-Loire  |            | 45° 11′ 55″ N, 3° 58′ 11″ E |       |
| Usine du pont de Seychalles       | Thiers                     | Puy-de-Dôme  |            | 45° 51′ 21″ N, 3° 33′ 05″ E |       |
| Tannerie Ronzon                   | Saint-Symphorien-sur-Coise | Rhône        |            | 45° 38′ 06″ N, 4° 27′ 19″ E |       |
| Château de La Forest              | Saint-Jean-de-Chevelu      | Savoie       | Inscrit    | 45° 41′ 01″ N, 5° 48′ 27″ E |       |
| Château Saint-Michel d'Avully     | Brenthonne                 | Haute-Savoie | Inscrit    | 46° 16′ 18″ N, 6° 24′ 01″ E |       |

### Bourgogne-Franche-Comté
| Nom                                                  | Commune                | Département           | Protection | Coordonnées                 | image |
| ---------------------------------------------------- | ---------------------- | --------------------- | ---------- | --------------------------- | ----- |
| Théâtre de verdure (anciens Bains-douches de Beaune) | Beaune                 | Côte-d'Or             |            | 47° 01′ 35″ N, 4° 50′ 29″ E |       |
| Château de Belvoir                                   | Belvoir                | Doubs                 | Inscrit    | 47° 19′ 03″ N, 6° 36′ 10″ E |       |
| Fort des Rousses                                     | Les Rousses            | Jura                  |            | 46° 28′ 46″ N, 6° 03′ 16″ E |       |
| Ferme de Dumphlun                                    | Billy-Chevannes        | Nièvre                |            | 47° 00′ 02″ N, 3° 27′ 24″ E |       |
| Communs du château de Bougey                         | Bougey                 | Haute-Saône           | Inscrit    | 47° 46′ 49″ N, 5° 51′ 35″ E |       |
| Communs du château de Toulongeon                     | La Chapelle-sous-Uchon | Saône-et-Loire        |            | 46° 50′ 20″ N, 4° 15′ 18″ E |       |
| Vieux pont de Pont-sur-Yonne                         | Pont-sur-Yonne         | Yonne                 | Inscrit    | 48° 17′ 13″ N, 3° 12′ 20″ E |       |
| Église de l'Exaltation-de-la-Sainte-Croix            | Chèvremont             | Territoire de Belfort | Inscrit    | 47° 37′ 41″ N, 6° 55′ 29″ E |       |

### Bretagne
| Nom                             | Commune       | Département     | Protection | Coordonnées                 | image |
| ------------------------------- | ------------- | --------------- | ---------- | --------------------------- | ----- |
| Église Notre-Dame-des-Fontaines | Pontrieux     | Côtes-d'Armor   |            | 48° 41′ 49″ N, 3° 09′ 34″ O |       |
| Château de Kerlaudy             | Plouénan      | Finistère       |            | 48° 38′ 43″ N, 3° 57′ 36″ O |       |
| Église Saint-Pierre             | Le Verger     | Ille-et-Vilaine |            | 48° 04′ 12″ N, 1° 56′ 00″ O |       |
| Manoir de la Cour de Launay     | Les Fougerêts | Morbihan        | Classé     | 47° 43′ 52″ N, 2° 12′ 01″ O |       |

### Centre-Val de Loire
| Nom                                 | Commune           | Département    | Protection      | Coordonnées                 | image |
| ----------------------------------- | ----------------- | -------------- | --------------- | --------------------------- | ----- |
| Chapelle templière de Francheville  | Brécy             | Cher           |                 | 47° 08′ 16″ N, 2° 40′ 17″ E |       |
| Serre du château de Bouthonvilliers | Dangeau           | Eure-et-Loir   | Inscrit         | 48° 12′ 24″ N, 1° 17′ 00″ E |       |
| Théâtre du château de Valençay      | Valençay          | Indre          | Classé, inscrit | 47° 09′ 27″ N, 1° 33′ 48″ E |       |
| Grange de l'Isle                    | Coteaux-sur-Loire | Indre-et-Loire |                 | 47° 18′ 18″ N, 0° 21′ 50″ E |       |
| Loge de vigne de Courtiras          | Vendôme           | Loir-et-Cher   |                 | 47° 48′ 22″ N, 1° 02′ 19″ E |       |
| Église Saint-Gault                  | Yèvre-la-Ville    | Loiret         | Inscrit         | 48° 09′ 38″ N, 2° 20′ 07″ E |       |

### Corse
| Nom                             | Commune    | Département  | Protection | Coordonnées                 | image |
| ------------------------------- | ---------- | ------------ | ---------- | --------------------------- | ----- |
| Tour de la Parata               | Ajaccio    | Corse-du-Sud |            | 41° 53′ 43″ N, 8° 36′ 30″ E |       |
| Couvent Saint-François-d'Assise | Morosaglia | Haute-Corse  | Inscrit    | 42° 26′ 05″ N, 9° 17′ 54″ E |       |

### Grand-Est
| Nom                                        | Commune               | Département        | Protection      | Coordonnées                 | image |
| ------------------------------------------ | --------------------- | ------------------ | --------------- | --------------------------- | ----- |
| Chevalement du puits Saint-Quentin         | Rimogne               | Ardennes           |                 | 49° 50′ 20″ N, 4° 32′ 16″ E |       |
| Maison du XVIe siècle                      | Montreuil-sur-Barse   | Aube               | Classé          | 48° 13′ 29″ N, 4° 17′ 41″ E |       |
| Pigeonnier de l'abbaye Notre-Dame-d'Andecy | Baye                  | Marne              |                 | 48° 51′ 21″ N, 3° 45′ 57″ E |       |
| Château de Corgebin                        | Chaumont              | Haute-Marne        |                 | 48° 04′ 16″ N, 5° 06′ 35″ E |       |
| Château de Jaulny                          | Jaulny                | Meurthe-et-Moselle | Classé, inscrit | 48° 58′ 10″ N, 5° 53′ 11″ E |       |
| Abbatiale Saint-Michel de Saint-Mihiel     | Saint-Mihiel          | Meuse              |                 | 48° 53′ 21″ N, 5° 32′ 29″ E |       |
| Chapelle Sainte-Madeleine de Preisch       | Basse-Rentgen         | Moselle            |                 | 49° 29′ 54″ N, 6° 12′ 53″ E |       |
| Refuge fortifié de Dossenheim-sur-Zinsel   | Dossenheim-sur-Zinsel | Bas-Rhin           |                 | 48° 48′ 20″ N, 7° 24′ 09″ E |       |
| Commanderie de Rixheim                     | Rixheim               | Haut-Rhin          |                 | 47° 44′ 40″ N, 7° 23′ 48″ E |       |
| Atelier de charron                         | Bouxurulles           | Vosges             |                 | 48° 20′ 04″ N, 6° 13′ 54″ E |       |

### Hauts-de-France
| Nom                    | Commune             | Département   | Protection | Coordonnées                 | image |
| ---------------------- | ------------------- | ------------- | ---------- | --------------------------- | ----- |
| Lavoir de Trosly-Loire | Trosly-Loire        | Aisne         |            | 49° 31′ 19″ N, 3° 13′ 32″ E |       |
| Château d'Esquelbecq   | Esquelbecq          | Nord          | Classé     | 50° 53′ 07″ N, 2° 25′ 48″ E |       |
| Château de la Borde    | Sains-Morainvillers | Oise          |            | 49° 35′ 26″ N, 2° 27′ 07″ E |       |
| Four à pain de Nielles | Thérouanne          | Pas-de-Calais |            | 50° 37′ 53″ N, 2° 15′ 08″ E |       |
| château de Francières  | Francières          | Somme         |            | 50° 04′ 22″ N, 1° 56′ 23″ E |       |

### Île-de-France
| Nom                                             | Commune                     | Département       | Protection      | Coordonnées                 | image |
| ----------------------------------------------- | --------------------------- | ----------------- | --------------- | --------------------------- | ----- |
| Maison-atelier de Jean Lurçat                   | 14e arrondissement de Paris | Paris             | Classé, inscrit | 48° 49′ 35″ N, 2° 19′ 57″ E |       |
| Tuilerie de Bezanleu                            | Treuzy-Levelay              | Seine-et-Marne    | Inscrit         | 48° 17′ 03″ N, 2° 49′ 08″ E |       |
| Château des Côtes                               | Les Loges-en-Josas          | Yvelines          |                 | 48° 45′ 32″ N, 2° 08′ 38″ E |       |
| Tour Henri IV du château de Montagu             | Marcoussis                  | Essonne           | Classé, inscrit | 48° 38′ 45″ N, 2° 13′ 15″ E |       |
| Communs du domaine de Vert-Mont                 | Rueil-Malmaison             | Hauts-de-Seine    | Inscrit         | 48° 52′ 14″ N, 2° 10′ 22″ E |       |
| Grande halle du studio de cinéma Pathé-Albatros | Montreuil                   | Seine-Saint-Denis | Inscrit         | 48° 51′ 16″ N, 2° 26′ 00″ E |       |
| Boathouse de l'Aviron                           | Joinville-le-Pont           | Val-de-Marne      |                 | 48° 49′ 16″ N, 2° 28′ 07″ E |       |
| Maison des Joséphites                           | L'Isle-Adam                 | Val-d'Oise        |                 | 49° 06′ 43″ N, 2° 13′ 06″ E |       |

### Normandie
| Nom                          | Commune                                           | Département    | Protection      | Coordonnées                 | image |
| ---------------------------- | ------------------------------------------------- | -------------- | --------------- | --------------------------- | ----- |
| Château de Magny-en-Bessin   | Magny-en-Bessin                                   | Calvados       | Inscrit         | 49° 18′ 27″ N, 0° 39′ 54″ O |       |
| Filature Levavasseur         | Pont-Saint-Pierre                                 | Eure           |                 | 49° 20′ 51″ N, 1° 18′ 07″ E |       |
| Abbaye de La Lucerne         | La Lucerne-d'Outremer                             | Manche         | Classé, inscrit | 48° 47′ 30″ N, 1° 27′ 57″ O |       |
| Château du Tertre            | Saint-Martin-du-Vieux-Bellême, Belforêt-en-Perche | Orne           | Classé, inscrit | 48° 23′ 17″ N, 0° 34′ 45″ E |       |
| Église Notre-Dame d'Hodenger | Hodeng-Hodenger                                   | Seine-Maritime | Classé, inscrit | 49° 32′ 28″ N, 1° 35′ 12″ E |       |

### Nouvelle-Aquitaine
| Nom                                      | Commune               | Département          | Protection      | Coordonnées                 | image |
| ---------------------------------------- | --------------------- | -------------------- | --------------- | --------------------------- | ----- |
| Porte Saint-Jacques                      | Cognac                | Charente             | Inscrit         | 45° 41′ 53″ N, 0° 19′ 51″ O |       |
| Marché couvert                           | Pont-l'Abbé-d'Arnoult | Charente-Maritime    |                 | 45° 49′ 40″ N, 0° 52′ 33″ O |       |
| Moulin du Travers                        | Gourdon-Murat         | Corrèze              |                 | 45° 32′ 10″ N, 1° 53′ 42″ E |       |
| Église Saint-Jean-Baptiste               | Lizières              | Creuse               |                 | 46° 12′ 40″ N, 1° 34′ 28″ E |       |
| Remparts de Domme                        | Domme                 | Dordogne             | Classé          | 44° 48′ 04″ N, 1° 12′ 49″ E |       |
| Château des Quat'Sos                     | La Réole              | Gironde              | Classé, inscrit | 44° 34′ 53″ N, 0° 02′ 36″ O |       |
| Crypte archéologique de Dax              | Dax                   | Landes               | Inscrit         | 43° 42′ 35″ N, 1° 03′ 08″ O |       |
| Remparts de Puymirol                     | Puymirol              | Lot-et-Garonne       |                 | 44° 11′ 13″ N, 0° 47′ 47″ E |       |
| Forge d'Angosse                          | Arthez-d'Asson        | Pyrénées-Atlantiques |                 | 43° 04′ 54″ N, 0° 15′ 07″ O |       |
| Abbaye Notre-Dame de l'Absie             | L'Absie               | Deux-Sèvres          | Classé, inscrit | 46° 38′ 03″ N, 0° 34′ 30″ O |       |
| Poste à chevaux des Ormes                | Les Ormes             | Vienne               | Classé          | 46° 58′ 31″ N, 0° 36′ 18″ E |       |
| Porte Saint-Jean de l'abbaye de Solignac | Solignac              | Haute-Vienne         | Inscrit         | 45° 45′ 17″ N, 1° 16′ 32″ E |       |

### Occitanie
| Nom                                                        | Commune                  | Département         | Protection | Coordonnées                 | image |
| ---------------------------------------------------------- | ------------------------ | ------------------- | ---------- | --------------------------- | ----- |
| Château de Nogarède                                        | Sieuras                  | Ariège              | Inscrit    | 43° 12′ 09″ N, 1° 21′ 38″ E |       |
| Chapelle Saint-Laurent du château de Nogarède              | Sieuras                  | Ariège              |            | 43° 12′ 10″ N, 1° 21′ 35″ E |       |
| Chapelle des morts de l'abbaye de Fontfroide               | Narbonne                 | Aude                |            | 43° 07′ 37″ N, 2° 53′ 54″ E |       |
| Kiosque à musique                                          | Rodez                    | Aveyron             |            | 44° 21′ 05″ N, 2° 34′ 12″ E |       |
| chapelle de la confrérie des Pénitents-Gris                | Aigues-Mortes            | Gard                | Classé     | 43° 33′ 57″ N, 4° 11′ 36″ E |       |
| Chapelle Saint-Martin                                      | Vaudreuille              | Haute-Garonne       | Inscrit    | 43° 25′ 23″ N, 1° 58′ 53″ E |       |
| Église Saint-Pierre de Mauriet                             | Saint-Martin-d'Armagnac  | Gers                |            | 43° 42′ 50″ N, 0° 02′ 35″ O |       |
| Folie de Cadenet                                           | Castries                 | Hérault             |            | 43° 42′ 10″ N, 3° 58′ 18″ E |       |
| Salle capitulaire de l'hôpital des religieuses de Beaulieu | Issendolus               | Lot                 | Classé     | 44° 45′ 01″ N, 1° 47′ 48″ E |       |
| Écurie du château de Molezon                               | Molezon                  | Lozère              |            | 44° 12′ 36″ N, 3° 40′ 29″ E |       |
| Orangerie du jardin Massey                                 | Tarbes                   | Hautes-Pyrénées     |            | 43° 14′ 15″ N, 0° 04′ 28″ E |       |
| Remparts de Villefranche-de-Conflent                       | Villefranche-de-Conflent | Pyrénées-Orientales | Classé     | 42° 35′ 16″ N, 2° 22′ 08″ E |       |
| Pigeonnier du Travet                                       | Labastide-Saint-Georges  | Tarn                |            | 43° 41′ 52″ N, 1° 49′ 27″ E |       |
| Palais de justice de Moissac                               | Moissac                  | Tarn-et-Garonne     |            | 44° 06′ 12″ N, 1° 05′ 16″ E |       |

### Pays de la Loire
| Nom                        | Commune             | Département      | Protection | Coordonnées                 | image |
| -------------------------- | ------------------- | ---------------- | ---------- | --------------------------- | ----- |
| Maison noble de Rochefort  | La Haie-Fouassière  | Loire-Atlantique | Inscrit    | 47° 09′ 17″ N, 1° 24′ 18″ O |       |
| Manoir de la Renolière     | La Séguinière       | Maine-et-Loire   |            | 47° 03′ 54″ N, 0° 56′ 36″ O |       |
| Château de Linières        | Val-du-Maine        | Mayenne          |            | 47° 56′ 37″ N, 0° 24′ 08″ O |       |
| Prieuré de Brûlon          | Brûlon              | Sarthe           |            | 47° 58′ 04″ N, 0° 14′ 10″ O |       |
| Parc de la Villa Charlotte | Les Sables-d'Olonne | Vendée           |            | 46° 29′ 33″ N, 1° 47′ 45″ O |       |

### Provence-Alpes-Côte d'Azur
| Nom                              | Commune     | Département             | Protection | Coordonnées                 | image |
| -------------------------------- | ----------- | ----------------------- | ---------- | --------------------------- | ----- |
| Tour médiévale du vieux Montlaux | Montlaux    | Alpes-de-Haute-Provence |            | 44° 02′ 09″ N, 5° 50′ 49″ E |       |
| Usine Badin                      | Gap         | Hautes-Alpes            |            | 44° 33′ 56″ N, 6° 05′ 12″ E |       |
| Forteresse troglodyte            | Aiglun      | Alpes-Maritimes         |            | 43° 51′ 49″ N, 6° 54′ 36″ E |       |
| Bastide Marin                    | La Ciotat   | Bouches-du-Rhône        | Inscrit    | 43° 12′ 03″ N, 5° 37′ 06″ E |       |
| Pigeonnier de Roux de Corse      | Brue-Auriac | Var                     | Inscrit    | 43° 31′ 41″ N, 5° 56′ 58″ E |       |
| Pont aqueduc de la Canaù         | Cavaillon   | Vaucluse                | Classé     | 43° 51′ 26″ N, 5° 02′ 15″ E |       |

### Outre-mer
| Nom                        | Commune      | Département | Protection | Coordonnées                  | image |
| -------------------------- | ------------ | ----------- | ---------- | ---------------------------- | ----- |
| Maison Dubreuil            | Saint-Claude | Guadeloupe  |            |                              |       |
| Ancienne maternité de Mana | Mana         | Guyane      |            | 5° 40′ 05″ N, 53° 46′ 35″ O  |       |
| Minoterie du Vieux Domaine | Saint-Pierre | La Réunion  |            | 21° 17′ 07″ S, 55° 28′ 46″ E |       |
| Habitation Leyritz         | Basse-Pointe | Martinique  | Inscrit    | 14° 50′ 31″ N, 61° 06′ 45″ O |       |